# Anita, Iowa
Anita là một thành phố thuộc quận Cass, tiểu bang Iowa, Hoa Kỳ. Năm 2010, dân số của thành phố này là 972 người.

## Dân số
Dân số qua các năm:
- Năm 2000: 1049 người.
- Năm 2010: 972 người.